# Rumble Militia
Rumble Militia ist eine Punk-Metal-Band aus Bremen, Deutschland.
Die Band wird sowohl dem Punk als auch dem Metal zugerechnet, da sie es von Anfang an verstand, die musikalischen und optischen Merkmale beider Musikrichtungen zu verbinden.

## Geschichte
Gegründet wurde Rumble Militia 1985 von den beiden Gitarristen Staffi und Hacki.
Gemeinsam mit Bassist Klohman und Schlagzeuger Olly spielten sie, nach der positiven Resonanz auf ihr Demo Treason, zwischen 1986 und 1987 ihre Debüt-LP Fuck Off Commercial ein, welche 1987 veröffentlicht wurde. Von Anfang an bezogen die Musiker eindeutig und laut Stellung gegen rechte Gesinnung und den Kommerz bzw. den Totalausverkauf im Musikgeschäft. Größeres Aufsehen erregte die Verwendung der Erklärung von Uwe Barschel kurz nach der Landtagswahl 1987 in Schleswig-Holstein: „...ich gebe Ihnen mein Ehrenwort!“ Die 1993 produzierte EP Wieviel Hass wollt ihr noch? darf aufgrund des Verbots der Veröffentlichung des Titelstücks in Deutschland nicht vertrieben werden. Die Band reagierte 1994 darauf mit der Veröffentlichung des Albums Hate Me. 1998 folgte das Best-Of-Album Decade of Chaos and Destruction (der Tonträger wurde ursprünglich unter dem Titel Decade of Anarchy and Destruction angekündigt, wurde aber als Hommage an die Fans der Band in Griechenland und der Türkei unter leicht modifiziertem Titel veröffentlicht). Rumble Militia trat im Sommer 2002 beim 9. With Full Force Open Air Festival (WFF-IX) auf dem Flugplatz Roitzschjora auf. Am 11. Oktober 2014 hat Rumble Militia die erste Show nach über 20 Jahren in der Heimatstadt Bremen gespielt. Von da an und mit neuem Line-up wurde verschiedene Orte im Ausland bespielt; 2015 Izmir/Türkei, 2017 Athen, Santiago de Chile, Istanbul und 2018 Thessaloniki. Am 24. Januar 2020 zum 35-jährigen Jubiläum, wurde bei der Show in Bremen das neue Album Set the World on Fire in limitierten Coloured-Vinyl veröffentlicht.

## Diskografie
Diese Auflistung enthält nur die offiziellen Veröffentlichungen.
- 1986: Treason (Demoaufnahme)
- 1987: Fuck Off Commercial (LP)
- 1988: En Nombre Del Ley (EP)
- 1990: Mirror of Fortune / Full of Danger (Single)
- 1990: They Give You the Blessing (LP)
- 1991: Destroy Fascism (LP, best of)
- 1991: Stop Violence and Madness (LP)
- 1993: Wieviel Hass wollt ihr noch? (EP)
- 1994: Hate Me (LP)
- 1998: Decade of Chaos and Destruction (LP)
- 2020: Set the World on Fire (LP)